# Tina Stowell
Tina Wendy Stowell, baronessa Stowell of Beeston (potocznie lady Stowell, ur. 2 lipca 1967 w Nottingham) – brytyjska polityk, członkini Partii Konserwatywnej, od 2011 par dożywotni, od 15 lipca 2014 do 14 lipca 2016 przewodnicząca Izby Lordów i zarazem lord tajnej pieczęci.

## Życiorys

### Kariera zawodowa
Jest absolwentką szkoły policealnej Central College Nottingham, po której ukończeniu podjęła pracę w administracji państwowej. W latach 1986–1988 pracowała w Ministerstwie Obrony, po czym wyjechała na placówkę zagraniczną - do ambasady Wielkiej Brytanii w Waszyngtonie. W 1991 powróciła do Londynu i dołączyła do zespołu prasowego ówczesnego premiera Johna Majora. Około 1997 przeszła do BBC, gdzie najpierw stała na czele działu spraw korporacyjnych, a potem działu komunikacji. W czasie gdy liderem Partii Konserwatywnej był William Hague, miała etatowe stanowisko zastępcy szefa personelu jej centrali w Londynie.

### Kariera polityczna
10 stycznia 2011 królowa Elżbieta II, działając na wniosek premiera Davida Camerona, kreowała ją parem dożywotnim jako baronessę Stowell of Beeston. Jeszcze w tym samym roku otrzymała ceremonialne stanowisko damy dworu królewskiego (Baroness-in-Waiting). W 2013 pełniła rolę lorda sprawozdawcy w czasie prac parlamentarnych w Izbie Lordów nad ustawą wprowadzającą w Anglii i Walii małżeństwa homoseksualne. Następnie została parlamentarnym podsekretarzem stanu w Departamencie Społeczności i Samorządów Lokalnych.
W czasie rekonstrukcji rządu w lipcu 2014 została mianowana przewodniczącą Izby Lordów. Ze względu na to, że formalnie jest to stanowisko parlamentarne, a nie rządowe, otrzymała również czysto ceremonialny urząd lorda tajnej pieczęci. Choć formalnie nie weszła w skład brytyjskiego gabinetu, lecz pozostała ministrem niższej rangi, otrzymała od premiera przywilej stałego uczestnictwa w jego posiedzeniach. Po wyborach z 2015 zachowała dotychczasowe stanowiska i została awansowana na pełnoprawną członkinię gabinetu.

## Odznaczenia
W 1996 otrzymała Order Imperium Brytyjskiego klasy Członek (MBE), co było formą uhonorowania jej zasług z okresu pracy dla premiera Majora.